# Памятник семье Володичкиных
Памятник семье Володичкиных построен в посёлке Алексеевка города Кинель Самарской области 7 мая 1995 года к 50-летию Победы. Это памятник матери, у которой война забрала всех девятерых сыновей: шестеро погибли на фронте, трое позже скончались от ран.

## История семьи
До Великой Отечественной войны в посёлке Алексеевка жила семья Володичкиных: глава семейства Павел Васильевич Володичкин (умер в 1935 году), его жена Прасковья Еремеевна Володичкина (1874—1943) и девять сыновей — Александр, Андрей, Пётр, Иван, Василий, Михаил, Константин, Фёдор и Николай. Когда началась война, все девять сыновей Володичкиных отправились на фронт.
Пятеро из них — Николай, Андрей, Фёдор, Михаил, Александр — погибли в 1941 — 1943 годах, Василий — в январе 1945 года. Пётр, Иван и Константин вернулись после победы в село с тяжёлыми полученными во время войны ранами, которые вскоре свели их в могилы. Их мать, Прасковья Еремеевна, не дождалась возвращения своих троих последних сыновей — её сердце не выдержало потерь. С младшим своим сыном, Николаем, она даже не попрощалась перед его отправкой на войну. Он заканчивал действительную службу в Забайкалье, его уже ждали домой, но он отправился на фронт, не посетив родной деревни. Проезжая родные места он только выкинул из окна теплушки свёрнутую трубочкой записку:
Мама, родная мама. Не тужи, не горюй. Не переживай. Едем на фронт. Разобьём фашистов и все вернёмся к тебе. Жди. Твой Колька.
Одна из улиц посёлка Алексеевка (где расположен дом-музей) названа улицей Братьев Володичкиных.

## Создание памятника
Учитель алексеевской школы Нина Косарева по собственной инициативе начала создавать музей легендарной семьи ещё в восьмидесятых годах, разместив его в небольшой комнатке дома, в котором жила семья Володичкиных. За эти годы она сумела собрать много экспонатов и документов.
Инициатива строительства памятника принадлежит рабочей группе областной Книги Памяти. Решение о возведении мемориального комплекса по увековечению памяти погибших при защите Отечества девяти братьев Володичкиных и их матери — Прасковьи Еремеевны было принято администрацией Самарской области в декабре 1993 года. Архитектором комплекса стал Юрий Храмов (род. 1934), автор многих известных самарских зданий.
7 мая 1995 года, накануне 50-летия Победы в Великой Отечественной войне, состоялось торжественное открытие мемориала семьи Володичкиных. В день открытия памятника, который успел стать достопримечательностью международного значения, мемориал посетили более пяти тысяч человек. За 10 лет существования музея в нём побывало около 150 тысяч человек со всех уголков земли. Среди посетителей были и американские миллионеры, и норвежские туристы, и писатель Александр Солженицын.
Памятник семье Володичкиных — это стела из розового и серого гранита 11,5 метра высотой. 9 журавлей из бронзы (100 килограммов каждый) клином уходят в небо. В иконообразном воздушном пространстве — бронзовая скульптура матери Прасковьи Еремеевны Володичкиной (4,5 тонны и 5,5 метра высотой).
На гранитном монументе высечены слова: «Семье Володичкиных — благодарная Россия» и перечислены имена всех девяти сыновей и их матери.
Памятник находится в собственности муниципального образования городской округ Кинель.